# أليسكيرين
أليسكيرين هو دواء مثبط للرينين يستخدم في علاج ارتفاع ضغط الدم بإضافته إلى أدوية أخرى. تنتجه شركة نوفارتس السويسرية تحت اسم تجاري هو تاكتورنا (في الولايات المتحدة) أو راسيليز (في بريطانيا وأوروبا). تكبح جميع العوامل التي تثبط جملة الرينين أنجيوتنسين حلقة التلقيم الراجع السلبي، مما يؤدي إلى ارتفاع تعويضي لتركيز الرينين البلازمي. يحجب الألسيكرين التأثير السريري لمستويات الرينين المتزايدة. تمت الموافقة عليه من قبل إدارة الغذاء والدواء الأمريكية في عام 2007 م لعلاج ارتفاع ضغط الدم الأساسي.
في إبريل، 2012 م تم إضافة مضاد استطباب جديد لملصق المنتج فيما يتعلق باستخدام الألسيكرين مع حاجبات مستقبلات الأنجيوتنسين أو مثبطات الخميرة المحولة للأنجيوتنسين في المرضى الذين يعانون من الداء السكري بسبب مخاطر الفشل الكلوي، هبوط ضغط الدم وفرط بوتاسيوم الدم. وأضيف أيضاً تحذير لتجنب استخدام الألسيكرين مع حاجبات مستقبلات الأنجيوتنسين أو مثبطات الخميرة المحولة للأنجيوتنسين لمرضى القصور الكلوي المعتدل إلى الشديد (أي حيث معدل الرشح الكبيبي أقل من 60 مل/ دقيقة).

## آلية التأثير
الرينين، وهو الإنزيم الأول في جملة الرينين- أنجيوتنسين - ألدوستيرون، يلعب دوراً في التحكم بضغط الدم. إنه يشطرمولد الأنجيوتنسين إلى الأنجيوتنسينӏ والذي بدوره يتحول بواسطة الخميرة المحولة للأنجيوتنسين (ACE) إلى الأنجيوتنسين ӏӏ. يملك الأنجيوتنسين ӏӏ كلاً من التأثيرات المباشرة وغير المباشرة على ضغط الدم. فإنه يسبب مباشرة تقلص العضلات الملساء الوعائية في الشرايين، مما يؤدي لتقبض الأوعية وارتفاع ضغط الدم. يحفز الأنجيوتنسين ӏӏ أيضاً إنتاج الألدوستيرون من قشرة الغدة الكظرية، والذي يسبب زيادة عود امتصاص الصوديوم بواسطة الأنابيب الكلوية، مع المياه التالية، وبالتالي زيادة حجم البلازما، وبالتالي ضغط الدم. يرتبط الألسيكرين لموقع الربط (S3bp) للرينين، الضروري لفعاليته. إن الارتباط لهذا الجيب يمنع تحول مولد الأنجيوتنسين إلى الأنجيوتنسينӏ. يتوفر الألسيكرين أيضاً كعلاج مركب مع الهيدروكلورتيازيد.

## الحركية الدوائية
العمر النصفي 24 ساعة، يعطى فموياً.الامتصاص: التوافر الحيوي منخفض (حوالي 2.5%). الاستقلاب: الاستقلاب كبدي متواسط بـ (CYP3A4). الإطراح: يطرح كلوياً.

## الجرعة وطريقة الاستعمال
البالغين: يعطى فموياً الجرعة الأولى 150 ملغ مرة واحدة يومياً. ويمكن زيادة الجرعة إلى 300 ملغ يومياً في المرضى الذين لم يتم ضبط ضغط الدم لديهم على نحو كاف.

## التأثيرات الجانبية
- وذمة وعائية.
- ارتفاع بوتاسيوم الدم (بشكل خاص عندما يستخدم مع مثبطات الخميرة المحولة للأنجيوتنسين في المرضى الذين يعانون من الداء السكري).
- هبوط ضغط الدم (بشكل خاص في مرضى الحجم المُنَضّب (volume-depleted patients).
- إسهال وأعراض معدية معوية أخرى.
- صداع، دوخة، سعال، طفح جلدي، ارتفاع حمض البول، النقرس، والحصيات الكلوية.
- أعراض تشبه الإنفلونزا، آلام الظهر، تعب.
- نادرا: تورم تحسسي في الوجه، الشفتين أو اللسان وصعوبة في التنفس.

يجب الحصول على المساعدة الطبية الطارئة إذا كان لديك أي من هذه العلامات التحسسية في أثناء تناول الأليسكارين: ألم معدي شديد، صعوبة بالتنفس، تورم في الوجه، الشفاه، اللسان أو الحلق.

## مضادات الاستطباب
- الحمل: وقد ارتبطت أدوية أخرى مثل مثبطات الخميرة المحولة للأنجيوتنسين، والتي أيضاً تؤثر على جملة الرينين أنجيوتنسين، مع تشوهات جنينية ووفيات الولدان.[7]
- الرضاعة: خلال الدراسات على الحيوانات، تم العثور على الدواء موجوداً في الحليب.[7]
- لم يتم تقييم الأليسكارين في المرضى الذين يعانون من فشل وظائف الكلى بشكل ملحوظ.
- لا يستخدم الألسيكرين مع حاجبات مستقبلات الأنجيوتنسين أو مثبطات الخميرة المحولة للأنجيوتنسين في المرضى الذين يعانون من داء السكري.

## التداخلات الدوائية
- فورسيمايد: قد تنخفض التراكيز الدموية للفورسيمايد بواسطة الأليسكارين، مما يخفض فعالية الفورسيمايد. راقب الاستجابة للمدر. واضبط جرعة الفورسيمايد حسب الحاجة.
- أتورفاستاتين: قد يزيد الـCmax وAUC للألسيكرين حوالي 50%، مما يزيد التأثيرات الفارماكولوجية وخطر التأثيرات الجانبية. راقب الاستجابة السريرية للمرضى واضبط جرعة الألسيكرين حسب الحاجة.
- السيكلوسبورين: قد ترتفع تراكيز الألسيكرين البلازمية، مما يؤدي لزيادة التأثيرات الفارماكولوجية وخطر التأثيرات الجانبية. تجنب الإعطاء المتزامن للأليسكارين والسيكلوسبورين.
- الكيتوكونازول: قد ترتفع تراكيز الألسيكرين البلازمية، مما يزيد التأثيرات الفارماكولوجية وخطر التأثيرات الجانبية. راقب الاستجابة السريرية للمرضى واضبط جرعة الألسيكرين حسب الحاجة.

ينبغي توخي الحذر عند إعطاء الأليسكارين مع الكيتوكونازول أو مثبطات مضخة البروتين المعتدلة الأخرى (other moderate P-gp inhibitors): (الايتراكونازول، كلاريثرومايسين، تيليثرومايسين، الاريثرومايسين، أو الأميودارون).
- إيتراكونازول:

تجنب الإعطاء المتزامن للإيتراكونازول مع الأليسكارين.
- مثبطات الخميرة المحولة للأنجيوتنسين: مراقبة روتينية للشوارد والوظيفة الكلوية عندما تعطى هذه العوامل معاً، وخاصة في مرضى السكري.

يجب على الأطباء التوقف عن وصف الأدوية المحتوية على الأليسكارين للمرضى المصابين بداء السكري (النمط1 أو النمط2) أو مرضى الفشل الكلوي المعتدل إلى الشديد والذين يتناولون أيضاً مثبطات الخميرة المحولة للأنجيوتنسين (ACEi) أو حاجبات مستقبلات الخميرة المحولة للأنجيونسين (ARBs)، ويجب الأخذ بالاعتبار النظر للعلاج البديل المضاد لارتفاع ضغط الدم عند الضرورة.
- الأدوية التي تزيد مستويات البوتاسيوم، المدرات الحافظة لشوارد البوتاسيوم (مثلاً السبيرونولاكتون)، مكملات البوتاسيوم، بدائل الملح التي تحوي البوتاسيوم: قد تحدث زيادة في بوتاسيوم المصل، تستخدم بحذر. راقب الشوارد.
- الغذاء: الوجبات عالية الدهون تقلل بشكل كبير امتصاص الأليسكارين. وينبغي أن يؤسس المرضى نمط روتيني فيما يتعلق بالوجبات لأخذ الأليسكارين.
- إيربيزارتان:

قد ينخفض الـ Cmax للألسيكرين إلى 50%، مما يخفض التأثيرات الفارماكولوجية. يستخدم بحذر وراقب ضغط الدم. اضبط جرعة الألسيكرين حسب الحاجة.
- العوامل المضادة للالتهاب اللاستيروئيدية (NSAIDs) مشتملة على مثبطات السيكلوأوكسيجيناز2 (COX2 inhibitors):

في المرضى كبار السن، مرضى الحجم المُنَضّب (volume-depleted) (بما في ذلك المعالجون بالمدرات) أو مرضى الوظيفة الكلوية المخطورة (compromised renal function)، فإن الإعطاء المتزامن للـ NSAID بما في ذلك مثبطات الـ COX2الانتقائية مع العوامل التي تؤثر على جملة الرينين أنجيوتنسين، بما في ذلك الألسيكرين، قد يؤدي إلى تدهور وظيفة الكلى بما في ذلك احتمال فشل كلوي حاد. عادة ما تكون هذه التأثيرات عكوسة. راقب الوظيفة الكلوية بشكل دوري في المرضى الذين يتناولون الألسيكرين مع العلاج بالـ NSAIDs.
قد تتخفف التأثيرات الخافضة للضغط للألسيكرين بالـ NSAIDs.
- المدرات التيازيدية (مثلا هيدروكلورتيازيد):

قد تحدث زيادة إضافية في مستويات حمض البول المصلية. يستخدم بحذر، خصوصاً في المرضى المعرضين لخطر فرط حمض البول في الدم.

## التحذيرات والاحتياطات
- السمية الجنينية يصنف في جدول الحمل C في الثلث الأول من الحمل، والجدولD في الثلثين الثاني والثالث. عندما يتم كشف الحمل يتم إيقاف الألسيكرين في أقرب وقت ممكن.
- القصور الكلوي/ فرط بوتاسيوم الدم/ هبوط ضغط الدم عند إعطاء الألسيكرين بالمشاركة مع (ARBs) أو (ACEi).
- الأليسكارين مضاد استطباب في مرضى الداء السكري الذين يتناولون حاجبات مستقبلات الأنجيوتنسين (ARBs) أو مثبطات الخميرة المحولة للأنجيوتنسين (ACEi) بسبب الخطر المتزايد للقصور الكلوي، فرط بوتاسيوم الدم ونقص ضغط الدم.
- تجنب استخدام الألسيكرين مع الـ (ARBs) أو (ACEi) في المرضى الذين يعانون من القصور الكلوي المعتدل.
- ردود الفعل التآقية والوذمة الوعائية.
- هبوط ضغط الدم: في مرضى جملة الرينين - أنجيوتنسين المُفعّلة مثل مرضى الحجم و/أو الملح المُنضّب (مثل الذين يتناولون جرعات عالية من المدرات) قد يحدث انخفاض ضغط الدم العرضي بعد بدء العلاج مع الألسيكرين. يجب تصحيح هذه الحالة قبل إعطاء الألسيكرين، أو يجب أن يبدأ العلاج تحت إشراف طبي دقيق.
- اختلال وظائف الكلى: راقب الوظيفة الكلوية بشكل دوري في المرضى الذين يُعالجون بالألسيكرين. يمكن أن تكون التغيرات في الوظيفة الكلوية، بما في ذلك الفشل الكلوي الحاد، مُحدثة بسبب الأدوية التي تؤثر على جملة الرينين - أنجيوتنسين.
- فرط بوتاسيوم الدم: راقب بوتاسيوم المصل بشكل دوري في المرضى الذين يتناولون الألسيكرين. الأدوية التي تؤثر في جملة الرينين – أنجيوتنسين تسبب فرط بوتاسيوم الدم.[8][9]